# Murata Toma
Toma Murata (sinh ngày 22 tháng 7 năm 2000) là một cầu thủ bóng đá người Nhật Bản.

## Sự nghiệp câu lạc bộ
Toma Murata đã từng chơi cho FC Gifu.